# Nipponogarypus enoshimaensis
Genre
Espèce
Nipponogarypus enoshimaensis, unique représentant du genre Nipponogarypus, est une espèce de pseudoscorpions de la famille des Olpiidae.

## Distribution
Cette espèce est endémique du Japon.

## Liste des sous-espèces
Selon Pseudoscorpions of the World (version 3.0) :
- Nipponogarypus enoshimaensis enoshimaensis Morikawa, 1955
- Nipponogarypus enoshimaensis okineroabensis Morikawa, 1960

## Étymologie
Son nom d'espèce, composé de enoshima et du suffixe latin -ensis, « qui vit dans, qui habite », lui a été donné en référence au lieu de sa découverte, Eno-shima.
Son nom de sous-espèce, composé de okineroab[u] et du suffixe latin -ensis, « qui vit dans, qui habite », lui a été donné en référence au lieu de sa découverte, Okino-erabu-jima.

## Publications originales
- Morikawa, 1955 : 日本産磯擬蠍類の (Garypidae) 新属種. (Sur un nouveau Garypidae (Pseudoscorpionida) du Japon) Zoological Magazine, Tokyo, vol. 64, p. 225-228.
- Morikawa, 1960 : Systematic studies of Japanese pseudoscorpions. Memoirs of Ehime University, Sect. II, sér. B, vol. 4, p. 85-172.